# Shaxi (köpinghuvudort i Kina, Jiangsu Sheng, lat 31,57, long 121,06)
Shaxi är en köpinghuvudort i Kina. Den ligger i provinsen Jiangsu, i den östra delen av landet, omkring 220 kilometer öster om provinshuvudstaden Nanjing. Antalet invånare är 120 346. Befolkningen består av 60 307 kvinnor och 60 039 män. Barn under 15 år utgör 9,0 %, vuxna 15-64 år 77 %, och äldre över 65 år 13,0 %.
Runt Shaxi är det mycket tätbefolkat, med 1 221 invånare per kvadratkilometer. Närmaste större samhälle är Zhoushi, 12,9 km sydväst om Shaxi. Trakten runt Shaxi består till största delen av jordbruksmark.
Genomsnittlig årsnederbörd är 1 510 millimeter. Den regnigaste månaden är augusti, med i genomsnitt 205 mm nederbörd, och den torraste är januari, med 45 mm nederbörd.